# Obstbaugenossenschaft Heimgarten
Die Obstbaugenossenschaft Heimgarten in Bülach wurde am 23. Mai 1893 auf Anregung von Julius Sponheimer gegründet. Zu den Mitbegründern gehörte Friedrich Fellenberg. Ihr Zweck war gemäss den Statuten "die Schaffung von Heimstätten mit Obstbau und den gemeinsamen An- und Verkauf von Lebensbedürfnissen und der gewonnenen Erzeugnisse."
Sponheimer und Fellenberg versuchten zuerst, in der Umgebung von Heidelberg und im südlichen Breisgau Land zu erwerben. Gemäss Fellenberg war der Boden aber vielfach schlecht oder zu teuer. Gerne hätten sie die Siedlung am Zürichsee gebaut, doch da die Preise für das Land "ausserordentlich hoch" waren, fiel die Wahl schliesslich auf Bülach.
In der Siedlung liessen sich insbesondere Siedler aus Deutschland nieder, die dem Impfpflicht entflohen waren.
1898 traten als Folge von Meinungsverschiedenheiten verschiedene Mitglieder aus der Genossenschaft aus, darunter Karl Utermöhlen und Wilhelm Utermöhlen. Nach einer Statutenänderung im Jahr darauf wurde der Vorstand auf drei Mitglieder erweitert und der Aufsichtsrat abgeschafft.
Zur Siedlung gehörten die Pension Bernhardt, die vegetarischen Pensionen "Sonnenheim" und "Villa Trautheim" mit Luft- und Sonnenbädern, zudem ein Theosophisches Zentrum.
1905 machte die Obstbaugenossenschaft Heimgarten Konkurs. Als ein Grund wurde geltend gemacht, dass nach dem Austritt einiger Mitglieder zu wenig finanzielle Mittel zur Verfügung gestanden hätten.
Fellenberg machte rückblickend machte Fellenberg die Verwendung von Steinmehldünger, die zu ideologischen und wirtschaftlichen Unstimmigkeiten führte, für das Scheitern des Projekts mitverantwortlich. Dazu sei hekpmmen, dass die sich Familie Utermöhlen dadurch einen Vorteil zu schaffen versuchte.
Als 1893 die Eden Gemeinnützige Obstbau-Siedlung in Oranienburg bei Berlin vor der Gründung stand, bat die Genossenschaft ihre Satzungen und auch ihren Namen anzunehmen. Die Versammlung entschied sich dann allerdings dagegen.

## Genossenschafter
Unter den namentlich bekannten Bewohnern der Obstbaugenossenschaft Heimgarten waren der Architekt Franz Plöttner, der Obstplantagenbesitzer Georg Utermöhlen und der Chemiker Ernst Woehrle. Sie sind Unterzeichner des "Comités zum Schutze und zur Förderung der Erfindungen von Hermann Ganswindt zu Schöneberg bei Berlin", die 1902 in der Berliner Börsenzeitung erschienen. Nach dem Erstflug einer von ihm entwickelten Flugmaschine 1901, wurde Hermann Ganswindt 1902 des Betruges bezichtigt und in Untersuchungshaft genommen.

### Karl und Wilhelm Utermöhlen
1893 gründeten Karl und Wilhelm Utermöhlen die Firma Gebr. Utermöhlen. Diese vertrieb den Mineraldünger von Julius Hensel. Seit 1897 zudem Erfindungen von Hermann Ganswindt. Um 1906 gründeten die beiden Brüder eine Konservenfabrik. 1907/08 warben sie in Inseraten dafür mit dem Hinweis "grösste Edelobstpflanzung der Schweiz". Die Fabrik bestand bis 1931.

### August Michael Bernhardt
August Michael Bernhardt aus Heilbronn wurde 1895 er in den Aufsichtsrat der Genossenschaft gewählt. 1901 in deren Vorstand.  In der Obstbaugenossenschaft Heimgarten führte er die Pension Bernhardt.
1895 gründete er eine Firma für Vertretungen. 1897 wurde er Geschäftsführer der Ende Jahr gegründeten Vegetarierheim Zürich A. G., die im Jahr darauf ein Lokal in Zürich eröffnete. Im Sommer 1904 wurde die Vegetaria aufgelöst.
Bernhardt war auch als Erfinder tätig und liess 1906 einen Briefumschlag patentieren.